# Грачаница (Косово)
Грачаница (серб. Грачаница, алб. Graçanica) — город в Косове, сербский анклав, центром которого является монастырь Грачаница. Расположен в 8 километрах к югу от Приштины. Является административным центром для косовских сербов, проживающих к югу от реки Ибар. Население — около 15 тысяч человек. Через Грачаницу проходит автодорога Приштина — Урошевац. Охраняется шведским контингентом KFOR.
В анклаве расположен монастырь Грачаница, отнесённый к числу объектов Всемирного наследия ЮНЕСКО.

## Административная принадлежность
| Сербская позиция                                           | Албанская позиция                            |
| ---------------------------------------------------------- | -------------------------------------------- |
| входит в Косовский округ автономного края Косово и Метохия | входит в Приштинский округ Республики Косово |